# MundoMax
MundoMax foi uma rede de televisão americana fundada em 13 de agosto de 2012 (como MundoFox) e sediada em Los Angeles, Califórnia. A emissora foi uma das maiores referências de programação destinada à comunidade latina dos Estados Unidos, e opera como um empreendimento conjunto da Fox International Channels do conglomerado de mídia da 21st Century Fox e da RCN Televisión (ambas as empresas possuem 50% da rede).
Em 28 de julho de 2015, MundoFox mudou seu nome para MundoMax, depois de o canal RCN conclui a aquisição da emissora. Devido à baixa audiência, o canal encerra suas transmissões em 30 de novembro de 2016.